# 1. østlige længdekreds
Den 1. østlige længdekreds (eller 1 grad østlig længde) er en længdekreds, der ligger 1 grad øst for nulmeridianen. Den løber gennem Ishavet, Atlanterhavet, Europa, Afrika, det Sydlige Ishav og Antarktis.